# Ketterer Spezialfahrzeuge

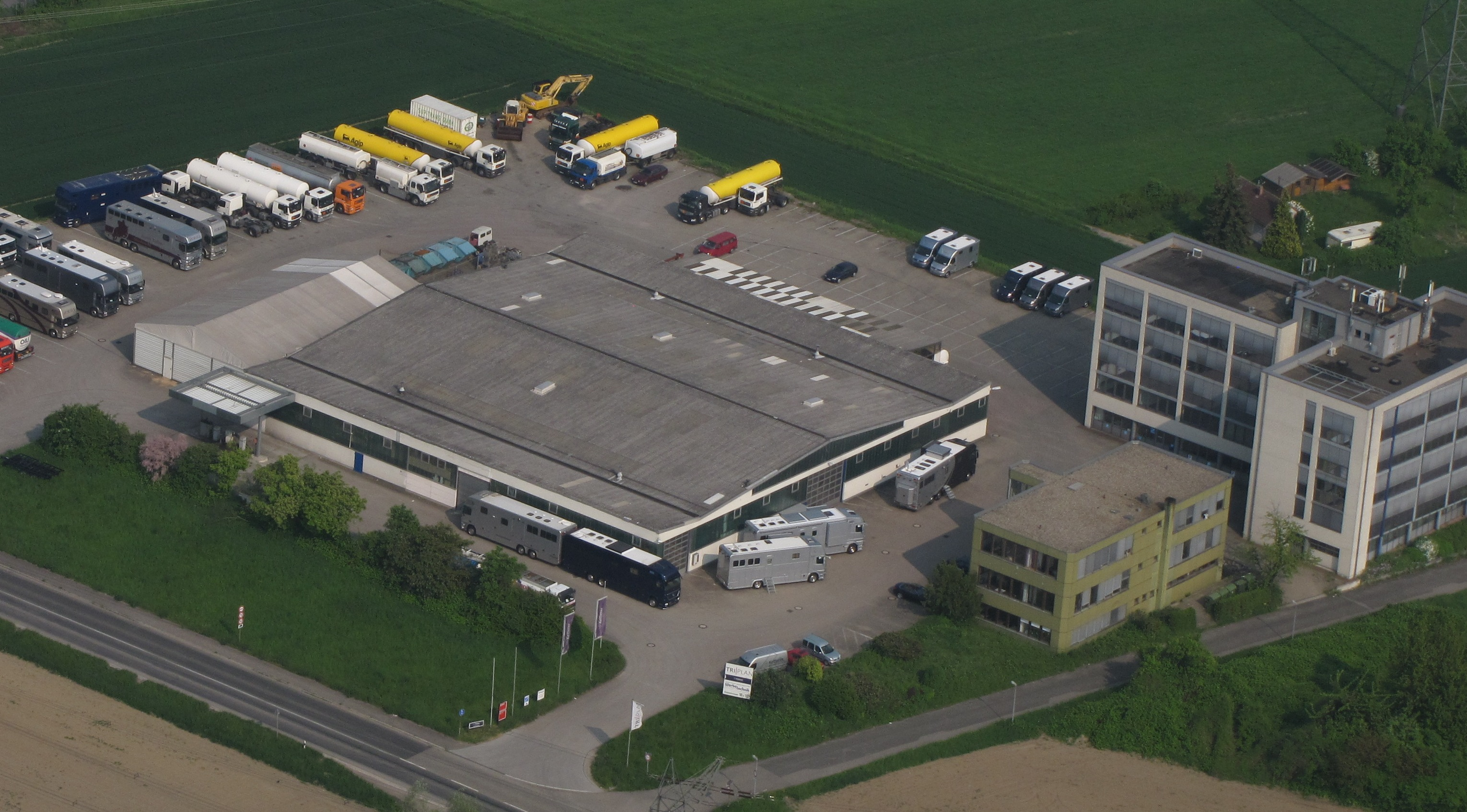
Produktionsstätte in Karlsruhe

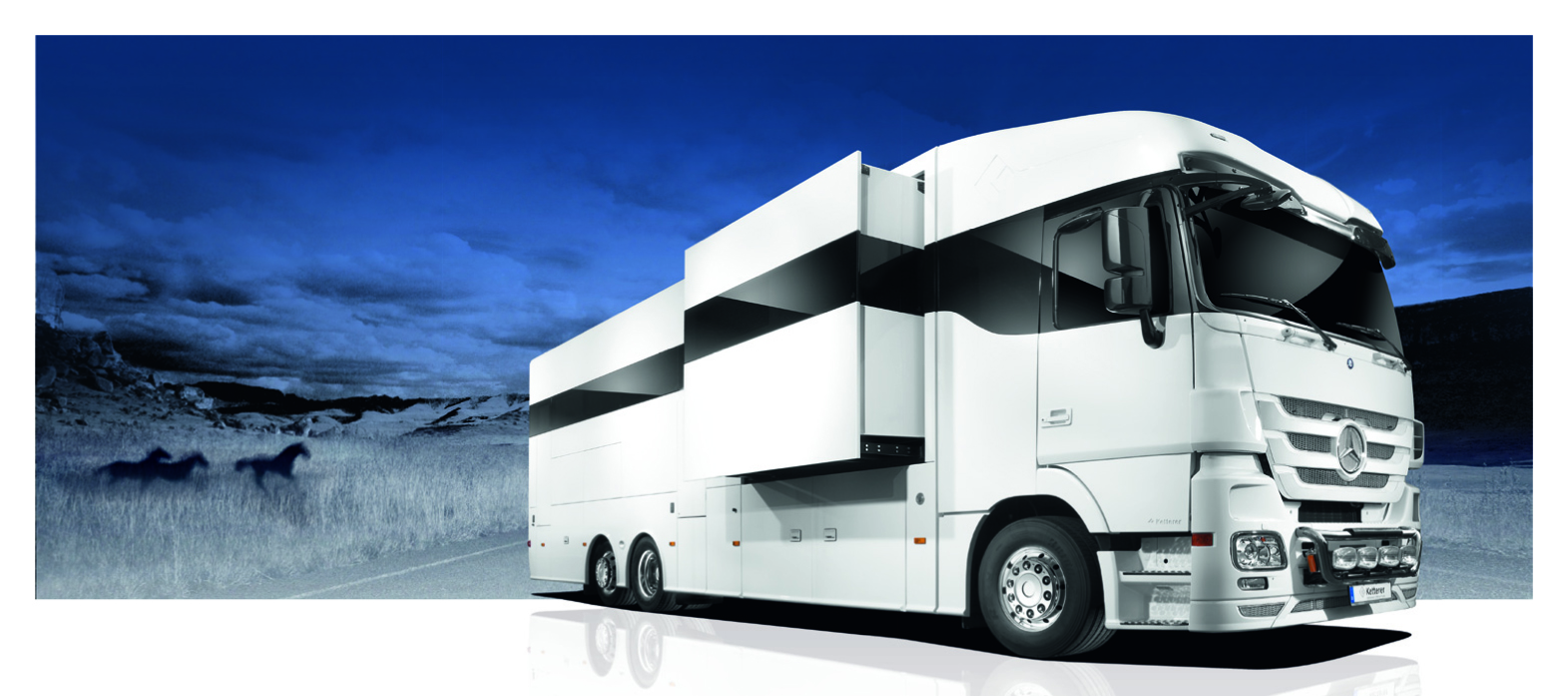
Wohnmobil Ketterer Exclusive auf Basis Mercedes-Benz Actros

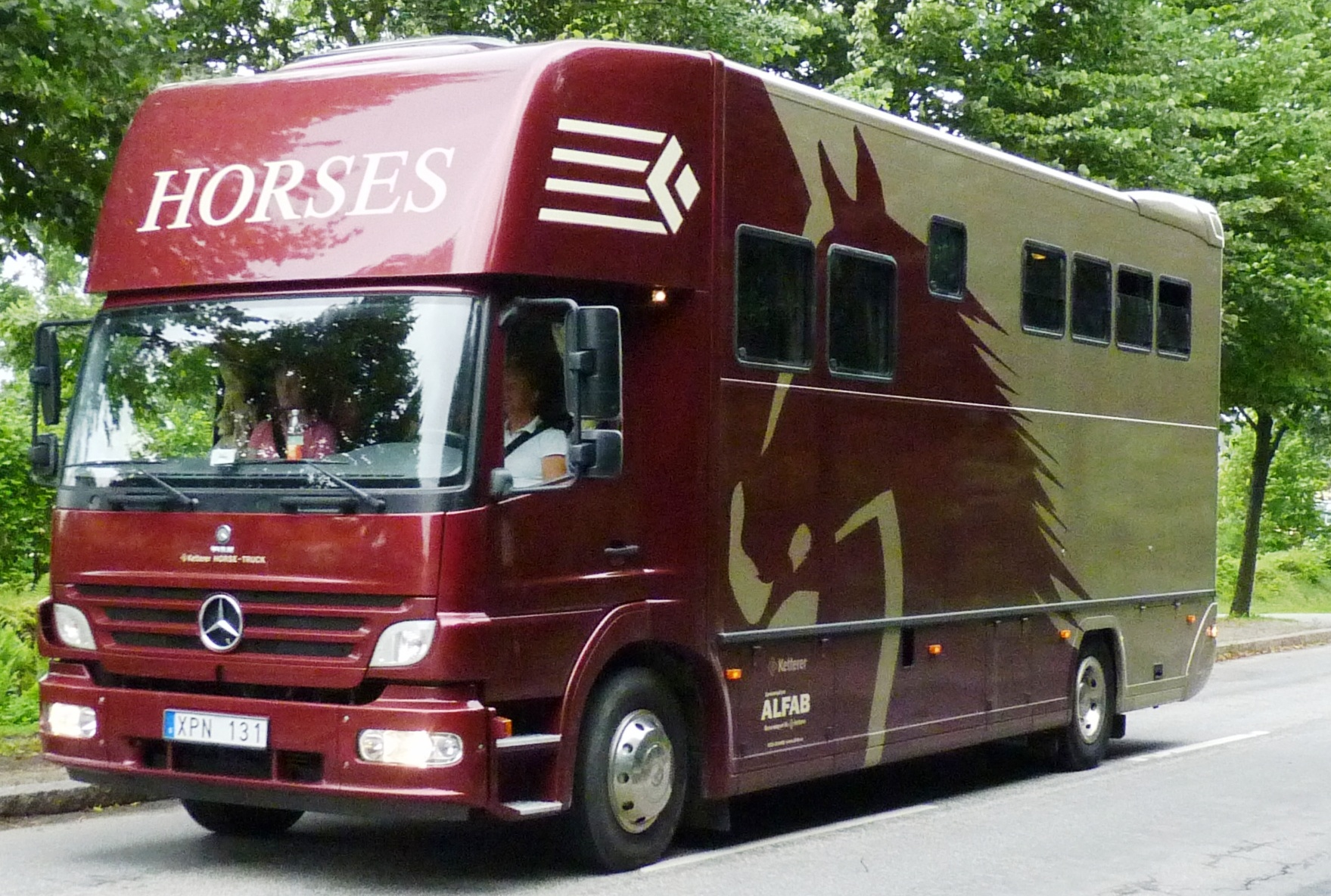
Ketterer-Pferdetransporter auf Basis Mercedes-Benz Atego

Die Ketterer Spezialfahrzeuge AG war ein Hersteller von Pferdetransportern und Reisemobilen mit Sitz in Karlsruhe.

## Geschichte und Produkte
Das Unternehmen Ketterer wurde 1990 in Karlsbad (Baden) in der Rechtsform einer GmbH von Michael und Ulrike Ketterer gegründet. Mit anfangs nur drei Angestellten startete Ketterer die Produktion von damals neuartigen Pferdetransportern, die Räumlichkeiten für Pferd und Reiter in einem Fahrzeug kombinierten. Zwischen 1995 und 2003 wurden zusätzlich Werbelastkraftwagen für Promotion-Events und Messen hergestellt.
Um den im Pferdetransporter integrierten Wohnraum vergrößern zu können, bot das Unternehmen ab 2001 für die Produktreihen Ketterer Professional und Ketterer Exclusive einen seitlichen Ausschub in einer Breite von 1,2 m an, zunächst einseitig, später auch doppelseitig.
Basis der produzierten Fahrzeuge waren marktgängige LKW-Fahrgestelle. Ketterer entwickelte dafür individuelle Ausstattungen, die ein gehobenes Marktsegment ansprachen.
Zum 26. Februar 2008 wurde die Unternehmung in eine Aktiengesellschaft umfirmiert. Im gleichen Jahr begann man unter der Bezeichnung Ketterer Continental mit der Fertigung von reinen Reisemobilen. Bei diesen ließ sich ebenfalls die Wohnfläche durch seitliche Ausschübe vergrößern. Das Stauraumkonzept der bis zu zwölf Meter langen Fahrzeuge war so konstruiert, dass neben dem Wohnbereich noch weitere separate Räumlichkeiten untergebracht werden konnten, z. B. Garage für einen Kleinwagen, Lager, Fitnessraum oder Ähnliches. Alle Modelle waren temperatur- und geräuschisoliert. Die Privatsphäre wurde zusätzlich durch ein schwarzes Fensterband aus getöntem Sicherheitsglas geschützt.
In den Jahren 2010 und 2012 wurde das Unternehmen mit dem „caravaning design award: innovations for new mobility“ ausgezeichnet, den die Messe Düsseldorf alle zwei Jahre in Kooperation mit red dot GmbH & Co. KG vergibt.

## Unternehmensstruktur
Der Sitz der Ketterer Spezialfahrzeuge AG war Karlsruhe. Dort waren rund 65 Mitarbeiter in Konstruktion, Planung und Produktion beschäftigt, mit Spezialisten in den Bereichen Design und Entwicklung, Formenbau, Metallverarbeitung, Bordtechnik, Innenausbau und Sattlerei. Alle Konstruktionen und Layouts wurden vom Unternehmen selbst entwickelt. Jedes Fahrzeug wurde als Unikat in Handarbeit hergestellt.
In Schweden war die Ketterer Spezialfahrzeuge AG durch einen Partner für Service und Verkauf vertreten.
Im Jahr 2011 übernahm die Ketterer Spezialfahrzeuge AG die Schuler Fahrzeugbau GmbH in Ebhausen.
Die Mehrheit der Anteile an Ketterer befand sich seit 2013 im Besitz der Zuiderhoofd BV von Wim de Pundert, der auch über eine Mehrheitsbeteiligung an der Knaus Tabbert Gruppe verfügt.
Am 18. März 2014 meldete die Ketterer Spezialfahrzeug AG Insolvenz an.
Die verbleibenden Vermögenswerte einschließlich der Namensrechte wurden im Dezember 2014 von dem belgischen Unternehmen Stephex STX aufgekauft. Der Produktionsstandort Karlsruhe wurde aufgelöst. 
Die Stephex Group produziert für die Marke Ketterer seit Frühjahr 2015 die Pferdetransporter in Ungarn. 
Die Tochtergesellschaft Schuler war von der Insolvenz nicht betroffen und arbeitet weiter als eigenständiges Unternehmen in Ebhausen.